# نادي ناشفيل
نادي ناشفيل (بالإنجليزية: Nashville FC)‏ هو نادي كرة قدم أمريكي تأسس في سنة 2013 في مدينة ناشفيل، تينيسي الأمريكي، يلعب هذا الفريق حاليا في بطولة الدوري الامريكي وهو أكثر فريق حامل لبطولة وهناك أمكانية لصعود الفريق إلى الدوري الأمريكي لكرة القدم.